# Tahin Gyula
Tahin Gyula (Vác, 1942. november 18. –) fotóművész.

## Életpályája
1962-től foglalkozik fényképezéssel, a váci Dunakanyar Fotóklubban kezdte pályáját. 1963 és 1968 között a miskolci MNME-n tanult. 1968-tól több díjban is részesült építészeti fotóiért. 1972 és 1975 a Budapesti Műszaki Egyetemen oktatófilmek készítésével foglalkozott. 1976-ig mérnökként dolgozott, ezután szabadfoglalkozású fotós lett. Fő profilja a műtárgyfotózás. Képei megjelentek országbemutató albumokban és egyes tájegységekről szóló diafilmeken. Tagja a Magyar Fotóművészek Szövetségének, 1991-től a Folyamat Társaság tagja és csoportos kiállításainak résztvevője.

## Díjak, elismerések
- 1981: Szentendre fotóalbumáért a Magyar Fotóművészek Szövetsége különdíja és Szép könyv díj.

## Egyéni kiállítások
- 1967 • MNME, Miskolc • Művész Presszó, Debrecen
- 1977 • Fiatal Művészek Klubja, Budapest
- 1987 • Londoni pillanatok, Fotógaléria, Budapest
- 1992 • Kárpátalja, Kelenföldi Szabó Ervin Könyvtár, Budapest
- 1997 • BMK, Budapest
- 1998 • Szerb templom, Balassagyarmat • Táltos Klub, Budapest
- 2000 • Mai Manó Ház, Budapest
- 2017 • Sárvár[4]

## Csoportos kiállítások
- 1967 • Műhely ’67, Debrecen
- 1976, 1977 • Fiatal Művészek Klubja, Budapest
- 1978, 1980, 1982 • Esztergomi Fotóbiennálé, Esztergom[5]
- 1982 • Tény-kép, Ernst Múzeum, Budapest
- 1987 • Műhely ’67 emlékkiállítás, Debrecen
- 1993-2001 • A Folyamat Társaság kiállításai, Budapest, Szekszárd, Gyöngyös, Szolnok, Nyíregyháza, Sopron, Stuttgart.

## Könyvei
- Veszprém; fotó Tahin Gyula, bev. Ágh István; Corvina, Bp., 1979
- Szentendre; bev. Vujicsics D. Sztoján; Corvina, Bp., 1981
- Szabolcs-szatmári képeskönyv; fotó Tahin Gyula, szöveg Burget Lajos; Corvina, Bp., 1989
- Tahin Gyula; szerk. Gera Mihály; Interart Stúdió, Bp., 2002 (Fényképtár)